# Cirrhilabrus laboutei
Cirrhilabrus laboutei е вид лъчеперка от семейство Labridae.

## Разпространение
Видът е разпространен в Австралия, Вануату и Нова Каледония.